# 菅公工業
菅公工業株式会社（かんこうこうぎょう）は、日本の文具メーカー。本社は東京都台東区駒形で、うずまきのブランドで知られる総合紙製品メーカー。封筒製造から始まり、現在は慶弔用品、書画用品、事務用封筒などを手掛ける。
菅公とは菅原道真の尊称で、学問の神様と親しまれ、詩文にも造詣が深いことに因む。その信念は同社の傾向にも表れており、フォーマルな場に用いられる慶弔用品、事務用封筒など嗜好性より実用性が求められる商品が多い。また、書画用の色紙、短冊、写経用紙などに強みを持つのも特色である。
なお社名の由来に関しては菅公学生服株式会社の学生服ブランド「カンコー学生服」も同じ例である(なお両者に資本関係等はない)。